# Arpád von Bothmer
Graf und Freiherr Arpád Albert von Bothmer (* 17. September 1858 in Szolos-Veg-Ardo, Szőlősardó, Borsod-Abaúj-Zemplén, Ungarn; † 3. Juli 1938 in Dunaalmás, Ungarn) war ein österreichisch-ungarischer Generalmajor.

## Leben
Arpád Albert Graf und Freiherr von Bothmer zu Schwegerhoff stammte aus einem Zweig des norddeutschen Adelsgeschlechts Bothmer, der im 19. Jahrhundert in Ungarn zu Besitz und Ansehen gekommen war. Seine Eltern waren Carl Alexander Friedrich Graf und Freiherr von Bothmer zu Schwegerhoff und Rosa von Szabó de Sepsi-Szent-György. Sein Vater war auf Schloss Eickhof bei Liebenau geboren. Er war eines von sechs Kindern und heiratete in Budapest am 15. März 1890 Helene Marie Isidora von Pilaszanovits. Sie hatten vier Kinder und lebten in einem Schloss an der Donau in der Nähe von Budapest. Er starb am 3. Juli 1938 in Dunaalmás.

## Militärische Laufbahn
Graf Bothmer war k.u.k. Generalmajor. 1879 wurde er zum Leutnant im k.k. Infanterieregiment No. 67 ernannt. 1882 nahm er an der Niederschlagung des Aufstandes in der Herzegovina als Kompanieoffizier teil, dann 1889 als Leutnant in der Königlich-Ungarischen Infanterie. Von 1908 bis 1911 wurde er Kommandeur des Königlich ungarischen 2. Gyulaer-Honvéd Infanterieregiments. Ab 1911 Generalmajor wurde Graf Bothmer Kommandeur der 75. königlich ungarischen Honvéd Infanteriebrigade in Kolozsvár. 

## Auszeichnungen
Graf Bothmer wurde 1910 zum Ritter des Ordens der Eisernen Krone (Österreich) III. Klasse ernannt und war Inhaber militärischer Auszeichnungen.

## Nachfahren
Arpád Graf von Bothmer hatte vier Kinder:
- Lili Gabriele Marie Gräfin und Freiin von Bothmer zu Schwegerhoff, geb. 11. Februar 1891,
- Karl Joseph Albert Graf und Freiherr von Bothmer zu Schwegerhoff, * 2. Juli 1891 † 28. November 1971 (Karl Graf von Bothmer),
- Eugenie Margarethe Gräfin und Freiin von Bothmer zu Schwegerhoff, * 10. September 189 † 20. Nov 1903 und
- Otto Christian Friedrich Ernst Graf und Freiherr von Bothmer zu Schwegerhoff, * 22. Dezember 1901 † 21. Januar 1959